# 名古屋市徳重図書館
名古屋市徳重図書館（なごやしとくしげとしょかん）は、愛知県名古屋市緑区元徳重一丁目のユメリア徳重に入居する名古屋市図書館の分館である。

## 概要
2016年（平成28年）度の蔵書数は78,062冊、貸出数は906,061冊である。
図書を78,062冊（一般書：49,501冊、児童書：28,555冊）、新聞を22紙、雑誌を142誌、視聴覚資料を1,401点（紙芝居：724組、CD：373枚、ビデオディスク：297枚、CD・DVD - ROM：7枚）所蔵している。

## 歴史
2010年（平成22年）5月6日、名古屋市図書館としては21館目、支所管内における分館としては6例目の名古屋市徳重図書館として開館した。

### 沿革
- 2010年（平成22年）5月6日 - 開館[1]。
- 2012年（平成24年）4月 - 対面読書サービスが開始される[WEB 4]。
- 2017年（平成29年）4月1日 - 株式会社ヴィアックスを指定管理者とする（2022年（令和4年）3月31日までの予定）[WEB 1]。

## 特色

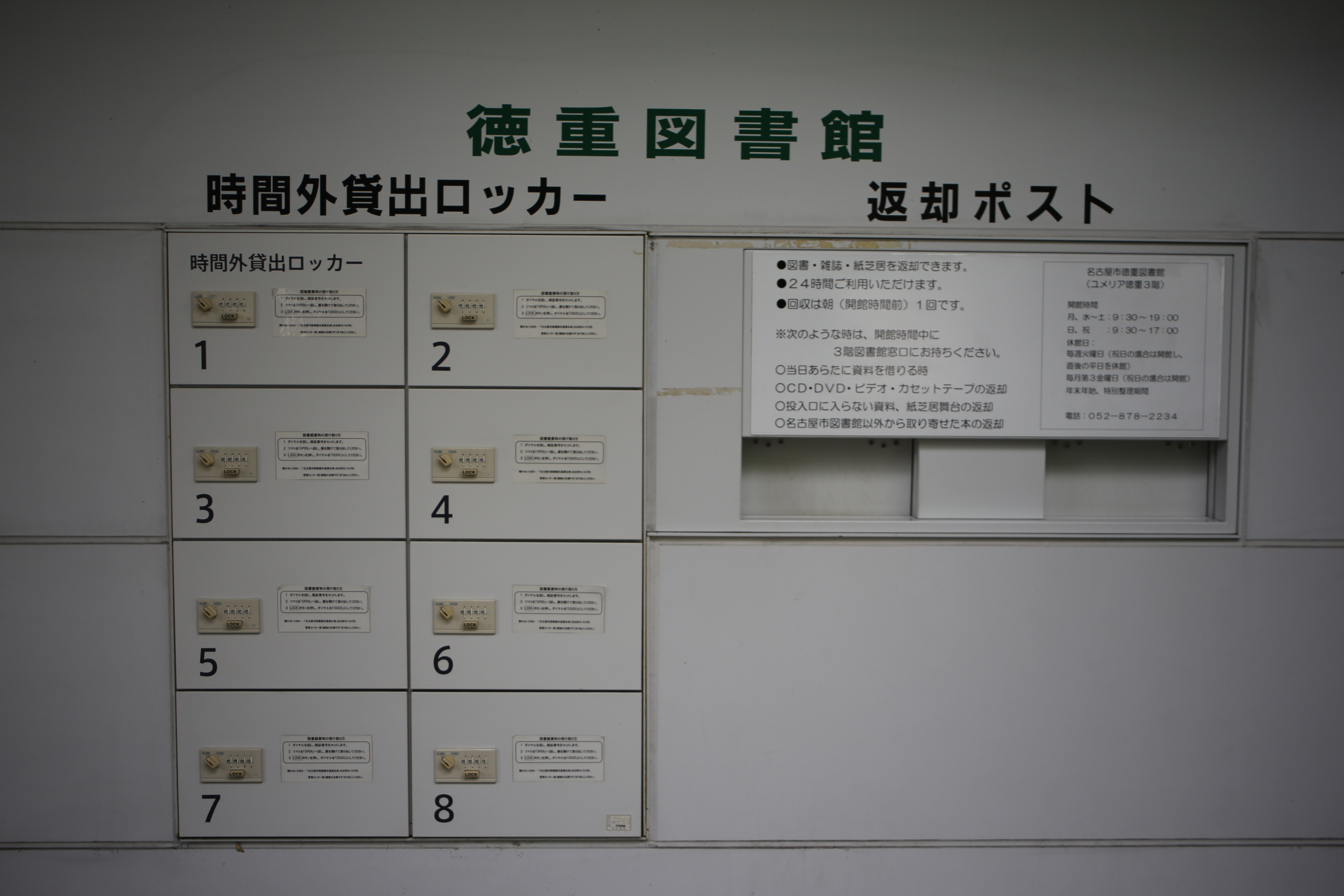
時間外貸出ロッカー（左）・返却ポスト（右）

名古屋市営地下鉄桜通線 徳重駅に隣接して整備された複合施設である「ユメリア徳重」の3階部分に入居し、図書館部分としての延べ床面積は1,039平方メートル（うち専用部分は626平方メートル、共用部分は412平方メートル）である。
ユメリア徳重は、正式名称を緑区役所徳重支所等共同ビルといい、緑区東部地区13学区の行政サービスの拠点として整備された複合施設で、徳重図書館のほか、緑区役所徳重支所、地区会館、保健センター分室、民間商業施設が入居する。名称のユメリアは「夢」と「エリア」を組み合わせて作られた造語であり、一般公募により定められた。
ワンフロアに閲覧室のほか、「おはなしの部屋」や学習室、対面読書室を配置する。
対面読書室はカウンターの横に設置されており、対面読書サービスを実施している。このサービスは2012年（平成24年）度より開始されているもので、事前予約を必要とするが、1回につき2時間以内であれば図書館蔵書に限らず、専門ボランティアによる音読を聞くことできる主に視覚障害者向けのものである。また、同サービスの利用者を隣接する徳重駅から案内するサービスも必要があれば行うともしている。
また、名古屋市図書館21館では唯一の全月曜開館、火曜休館（火曜が祝日の場合を除く）を実施したり、開館時間外においても資料の受け取りを行うことができる「時間外貸出ロッカー」を設置するなど、名古屋市図書館他館との差別化を図り、小型館であるにもかかわらず、利用者・貸し出し数とも好調である。時間外貸出ロッカーについては、図書館が入居するフロアとは異なる1階の正面入口右手に設置されている。
開館と同年に中日ドラゴンズに入団した地元徳重出身のプロ野球選手大島洋平について、「大島選手関連記事切り抜きファイル」を作成し、配架している。

## サービス
図書館の入館や利用はだれでも可能であるが、館外貸出には利用者登録が必要で愛知県在住・在勤・在学者のみが可能となっている。
館外貸出
図書が最大14日で6冊まで、それとは別に紙芝居が3組、カセットテープ・CD・DVDが3点、紙芝居舞台1台の館外帯出が可能である。また、返却は紙芝居の舞台以外であれば貸し出し館に限らず名古屋市図書館各館において行うことができる。ただし、貸出点数に関しては、名古屋市図書館全館で共通して計算する。
開館時間
- 月・水 - 土：9時30分 - 19時00分[WEB 5]
- 日・祝日：9時30分 - 17時00分[WEB 5]

休館日
- 火曜日（祝日の場合は開館し翌日休館）[WEB 5]
- 毎月第3金曜日（祝日の場合は開館）[WEB 5]
- 特別整理期間[WEB 5]
- 年末年始（12月29日から1月4日まで）[WEB 5]

## 交通アクセス

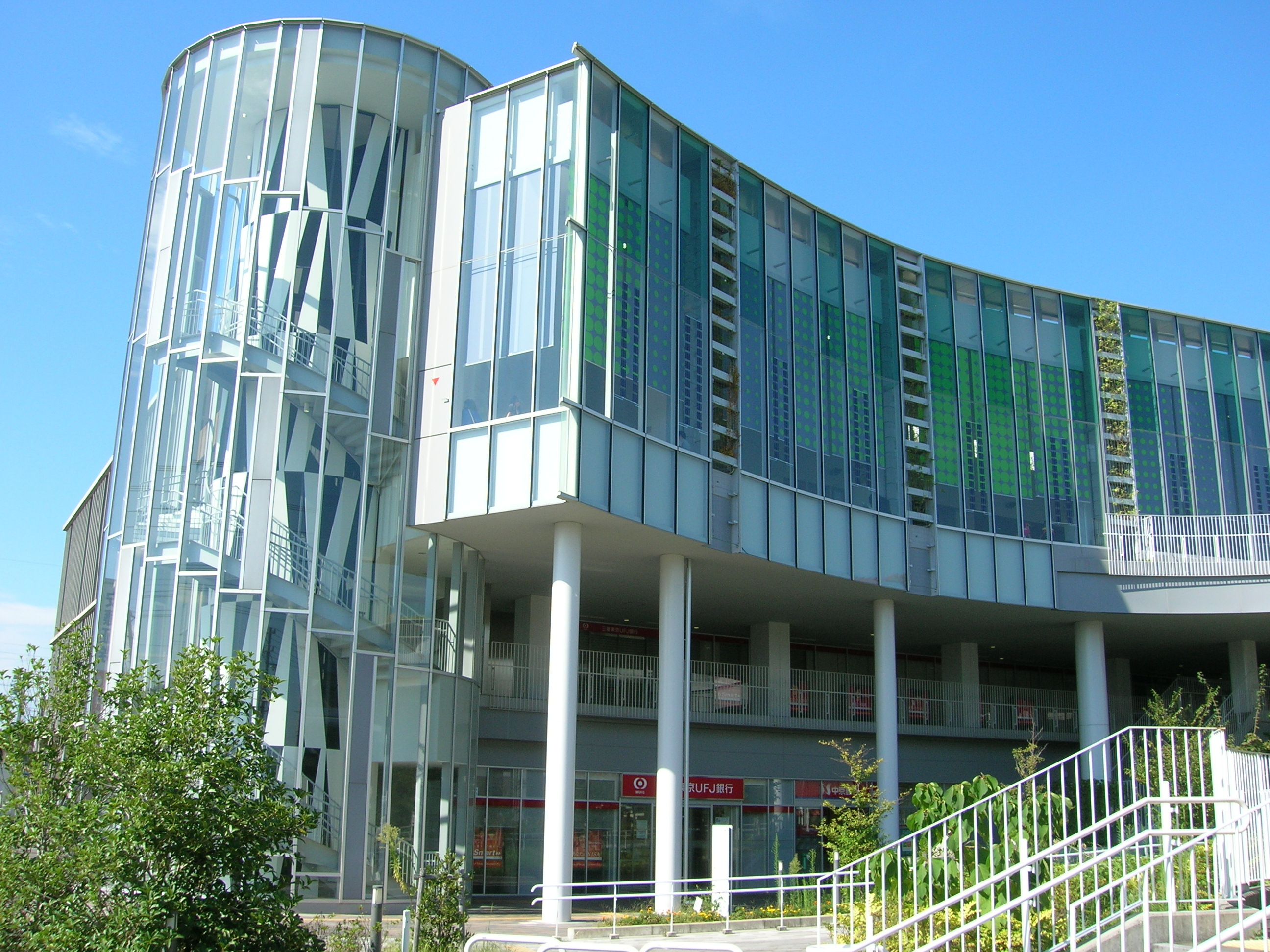
ユメリア徳重外観（2015年9月）

### 公共交通機関
- 名古屋市営地下鉄桜通線 徳重駅1番出口よりすぐ[WEB 1]。
- 名古屋市営バス
  - 幹鳴子1・原11・原12・平針11・新瑞12・徳重11・徳重12・徳重13・徳重14・徳重巡回系統「地下鉄徳重」バス停下車、徒歩で1分[WEB 9]。
- 名鉄バス
  - 前後駅、赤池駅より「地下鉄徳重」バス停下車、徒歩で約1分[WEB 9]。

### 自家用車
ユメリア徳重隣接民間駐車場において、公共施設利用者用として100台分のスペースが確保されている。2時間までの利用であれば利用料金は発生せず、それ以上の利用の場合は30分ごとに100円が加算される。

### 自転車・原動機付き自転車
施設周辺は名古屋市当局により自転車等放置禁止区域に指定されている。有料の自転車および原動機付き自転車駐車場がユメリア徳重1階に設置されているが、施設利用者に限ってはユメリア徳重2階管理センター前の自転車・原動機付き自転車駐車場を利用することができる。